# Gallia (Brioni)
Gallia o Galera (in croato Galija) è un isolotto disabitato della Croazia e fa parte dell'arcipelago delle isole Brioni, lungo la costa istriana.
Amministrativamente appartiene all'istituzione pubblica del Parco nazionale di Brioni del comune di Pola, nella regione istriana.

## Geografia
Gallia si trova nella parte centrale dell'arcipelago delle isole Brioni, 590 m a ovest di Brioni Maggiore, 1,44 km a nord-ovest di Madonna del deserto, 375 m a nord di Vanga, 665 m a nord-est di Gronghera e 1,1 km a sud di Zumpin piccolo. Nel punto più ravvicinato, punta Scala o Skala (rt Skala)), dista dalla terraferma 5,2 km.
Gallia è un isolotto di forma rettangolare irregolare, con il vertice sudoccidentale leggermente schiacciato, che misura 275 m di lunghezza e 205 m di larghezza massima. Ha una superficie di 0,0515 km² e uno sviluppo costiero di 0,849 km. A nord-ovest, raggiunge un'elevazione massima di 5,3 m s.l.m.

### Cartografia
- (HR) Mappa topografica della Croazia 1:25000, su preglednik.arkod.hr.